# 中國糧油控股
中國糧油控股有限公司（港交所除牌前：0606. HK），簡稱中糧控股或中国粮油，是中國大陸一家農產品加工品生產和供應的國家企業。它是中國規模最大的油籽加工商、小麥加工商及大米出口商之一。集團的業務包括以玉米為主的生物燃料和生化產品、油籽加工、大米貿易及加工、啤酒原料和小麥加工。
中糧控股在2007年3月自中國糧油國際（現稱中國食品）分拆上市，當時招股定價為每股3.72港元。2020年通過私有化，作價為每股4.25港元。

## 中央叫停玉米提煉乙醇事件
因近年中國大陸糧油價格急升，中華人民共和國中央政府決定停止在建的糧食（尤其是玉米）乙醇燃料項目，對股民一直以為玉米提煉乙醇是公司主要業務的中糧控股造成極大打擊。（中糧控股的最大業務其實是油籽加工）2007年6月12日，中糧復牌後，股價即日大跌達一成，跌穿$6港元水平（歷史高位是$7.33港元）。
中國糧油控股2012年3月28日公布2011年年报，公司年内收入为823.499亿港元，同比增加53.9%；股东应占纯利达23.68亿港元，同比升39.16%。

## 加入紅籌指數成份股
2007年8月14日，恆指服務公司宣佈中糧控股加入恆生港中企業指數成份股（即紅籌股指數），在2007年9月10日生效，同時王朝酒業會被剔出。

## 連結
- 中國糧油控股有限公司